# Писатель-путешественник
Писатель-путешественник — автор повестей о странствиях, полностью или частично выстроенных на его личном опыте путешествий. Через повествование, поэзию или очерки он делится своими открытиями и выводами с читателем, его впечатления выходят за рамки личных и распространяются в литературной форме.

## Российские паломники
В древнерусской письменности крупное значение имели и описания «хождений» в Святую Землю, оставленные некоторыми паломниками.

### XII—XIV века
- Первым русским паломником-писателем является Даниил-мних, вторым — новгородский архиепископ конца XII века Антоний, ограничившийся, впрочем, царьградскими святынями.
- Дьяк Александр — купец, оставивший краткое описание своего путешествия в Царьград в XIV веке, которое посвящено перечислению царьградских святынь и напечатано Сахаровым во 2-м томе «Сказаний русского народа».
- К 70-м годам XIV века относится «хождение архимандрита Агрефенья обители пресв Богородицы», по-видимому, смоленской (издано архимандритом Леонидом в 48-м выпуске «Православного Палестинского Сборника». СПб., 1896). Это первый после Даниила паломник, оставивший нам своё хождение в Иерусалим. К Даниилу Агрефений примыкает и по своему древнему и образному языку (просторечию), по полноте и систематичности изложения, носящего на себе печать свежести и внимательного изучения описываемых мест и предметов.
- Диакон Игнатий Смолянин ходил в конце XIV века в Константинополь, Иерусалим и на Афон; автор нескольких сочинений.

### XV век
С XV века число путешествий возрастает, и они становятся разнообразнее. Тип рассказов оставался прежним, но условия странствий изменились, и паломник по необходимости вдавался в подробности о самом путешествии, которые в прежнее время чаще умалчивались.
- Первый по времени странник XV века, описавший своё путешествие, был троицкий иеродиакон Зосима, ходивший в 1420 году в Царьград, Афон и Иерусалим. Зосима доверчиво относился к тому, что рассказывали и показывали хитрые греки (секира Ноя, трапеза Авраамова); не искусный книжник, он повторял иногда целые фразы из паломника Даниила, но такое списывание было тогда общим правилом.
- «Хождение священноинока Варсонофия к святому граду Иерусалиму», открытое Н. С. Тихонравовым в 1893 году в рукописи первой четверти XVII века Оно содержит в себе описание двух хождений: одного, совершённого в 1456 году в Иерусалим из Киева через Белгород, Царьград, Кипр, Триполи, Бейрут и Дамаск, и второго, совершённого в 1461—1462 годах через Белгород, Дамиетту, Египет и Синай, и издано в 45-м выпуске «Православного Палестинского Сборника» (М., 1896).
- Описали Синай Позняков с Коробейниковым и Василий Гагара, но описание Варсонофия по точности и обилию приводимых данных далеко превосходит эти последние.
- В 1465—1466 годах странствовал по святым местам гость (купец) Василий, начинающий свой рассказ прямо с Бруссы (издано архимандритом Леонидом в 6-м выпуске «Православного Палестинского Сборника», СПб., 1884).
- К памятникам паломнической литературы XV века причисляют «Сказание Епифания мниха о пути в святой град Иерусалим»; относимое к 1415—1417 годах и представляющее собой простой перечень городов по пути от Великого Новгорода до Иерусалима, с указанием расстояния между ними; автором его считают Епифания Премудрого; издано в 15-м выпуске «Православного Палестинского Сборника».
- Афанасий Никитин — тверской купец, описавший свои странствования по Персии и Индии в «Написание Офонаса тферитина купца, что был в Индии четыре года, а ходил, сказывают, с Васильем Папиным» (1475).

### XVI век
С середины XV века паломники жалуются и негодуют на притеснения «срацын» и «злых арапов». Взятие Константинополя турками окончательно предало христианские святыни Востока в руки неверных. С ослаблением паломничества на Востоке надолго исчезают из русской письменности и паломнические записки.
Лишь во второй половине XVI века вновь появляются хождения. Всего чаще это результаты «официальных» паломничеств, писания людей, посылавшихся русским правительством на Восток с поручениями и милостыней.
- Хождение в 1558—1561 годов купца Василия Познякова. Его описание Иерусалимских и синайских святынь целиком вошло в знаменитое «Хождение Трифона Коробейникова» — наиболее распространённое произведение паломнической литературы, которое с конца XVI века осталось в народном чтении, заслонив всё, что ему предшествовало, и не уступая своего места никаким новым описаниям святых мест.
- Официальному поручению обязан своим происхождением и известный «Проскинитарий» Арсения Суханова.
- По побуждениям личного благочестия совершали свои хождения паломники-писатели Василий Гагара и Иона Маленький. Ими заканчивается ряд паломников-писателей допетровской России.

### XVII век
- Изданный А. С. Петрушевичем «Путник о граде Иерусалиме, составленный галицко-русским паломником между 1597—1607 гг.» (Львов, 1872) второй издатель (Пападопуло-Керамевс) называет переводом, греческий оригинал которого восходит к одной «семье» с двумя другими, представленными в издании (Три греческие безымянные проскинитария 16 века. СПб., 1896).
- Федот Котов составил сочинение «О ходу в персидское царство и из Персиды в Турскую землю и в Индию и в Урзум, где корабли приходят».
- Мелетий Смотрицкий составил сочинение «Апологию моему странствованию на Восток», которая была напечатана в Дермакском монастыре в 1628 году; в переводе на современный русский язык издана иезуитом Мартыновым (Лейпциг, 1863).

### XVIII век
- Паломники 1704 года иеромонахи Макарий и Сильвестр («Путник» их издан архимандритом Леонидом в «Чтениях Общества Истории и Древностей», 1873; т. III) многое взяли целиком из Трифона Коробейникова.
- Путешественник 1701—1703 годов, старообрядческий священник Иоанн Лукьянов, уже больше рассказывал о своих личных впечатлениях.
- Из весьма немногих других паломников-писателей первой четверти XVIII века выделяется посадский Нечаев.
- Новое, более сознательное и критическое изучение православного Востока открывает собой знаменитый пешеходец Григорович-Барский, или Василий Киевский, но, главным образом, это изучение принадлежит XIX века.
- От середины XVIII века до нас дошло описание путешествия инока Мотронинского монастыря Серапиона, 1749—1751 годы (ср. ст. архимандрита Леонида в «Чтениях Общества Истории и Древностей», 1873, т. III).
- Царствование Екатерины II, с её продолжительными войнами с Турцией, мало благоприятствовало паломничеству русских людей на Восток. За исключением записок С. И. Плещеева, случайно посетившего Назарет, к этой эпохе относятся лишь путешествия иноков Саровской пустыни Игнатия (издано в 36-м выпуска «Православного Палестинского Сборника», СПб., 1891) и Мелетия.

### XIX век
- путешествие Бронникова,
- «Путевые записки братьев Вешняковых и мядынского купца Михаила Новикова» (М., 1813),
- анонимные записки, напечатанные в «Северных Цветах» в 1826 году и принадлежавшие Д. В. Дашкову.
- Паломничество в Палестину (Ювачёв)

См. также Русский паломник, еженедельное иллюстрированное издание, издававшееся с конца XIX века в Санкт-Петербурге.

## Некоторые писатели-путешественники

### Российские
- Венюков, Михаил Иванович
- Врангель, Фердинанд Петрович
- Елисеев, Александр Васильевич
- Кигн, Владимир Людвигович
- Ковалевский, Егор Петрович
- Коцебу, Отто Евстафьевич
- Лепёхин, Иван Иванович
- Миклухо-Маклай, Николай Николаевич
- Ровинский, Павел Аполлонович
- Салтыков, Алексей Дмитриевич
- Снесарев, Андрей Евгеньевич
- Певцов, Михаил Васильевич
- Пржевальский, Николай Михайлович
- Ювачёв, Иван Павлович

### Зарубежные
- Берроуз, Уильям Сьюард
- Блез Сандрар
- Бувье, Николя
- Верн, Жюль
- Воган, Эмиль
- Гильом де Рубрук
- Гобино, Жозеф Артюр де
- Александра Давид-Неэль
- Канетти, Элиас
- Керуак, Джек
- Кессель, Жозеф
- Гонсалес де Клавихо, Руй
- Ламартин, Альфонс де
- Леклезио, Жан-Мари Гюстав
- Джек Лондон
- Пьер Лоти
- Магрис, Клаудио
- Майларт, Элла
- Мальро, Андре
- Марко Поло
- Мишо, Анри
- Миллер, Генри
- Нерваль, Жерар де
- Орсенна, Эрик
- Джордж Оруэлл
- Рембо, Артюр
- Паунд, Эзра
- Потоцкий, Ян
- Сегален, Виктор
- Сталь, Анна де
- Стендаль
- Стивенсон, Роберт Льюис
- Тэссон, Сильвен
- Уортон, Эдит
- Хемингуэй, Эрнест